# Teodosia (moglie di Leone V)
Teodosia (in greco: Θεοδοσία; 775 circa – dopo 826) fu basilissa dei romei dall'11 luglio 813 fino al 25 dicembre 820, consorte dell'imperatore bizantino Leone V l'Armeno.

## Biografia

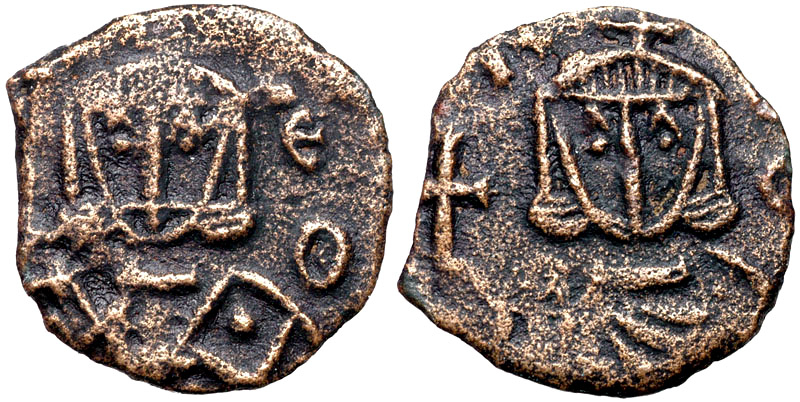
Follis di Leone V l'Armeno, insieme al figlio primogenito Costantino.

Teodosia era figlia del patrizio bizantino Arsaber, che si ribellò nell'808 all'imperatore Niceforo I. Prima dell'810 Teodosia andò in sposa al generale bizantino Leone l'Armeno, a causa di questo matrimonio Leone fu esiliato, in quanto Teodosia era figlia di un ribelle. Verso la fine dell'811, la posizione di Teodosia e Leone si capovolse, il nuovo imperatore, Michele I, richiamò Leone in patria e lo nominò strategos del thema dell'Anatolikon. L'11 luglio 813 Leone usurpò il trono a Michele diventando imperatore, Teodosia divenne l'imperatrice consorte.
Nell'autunno dell'820, Leone venne a sapere che il suo migliore amico, Michele il Balbo, stava organizzando un complotto per ucciderlo, le prove arrivarono il 24 dicembre dell'820, Leone ordinò che Michele fosse buttato nella grande caldaia che dava l'acqua delle terme al palazzo imperiale. La sentenza doveva essere eseguita immediatamente, ma Michele fu salvato dall'intervento dell'imperatrice Teodosia, che adirata disse al marito:
(Teodosia)
Leone rimase commosso dalle parole della moglie, e le rispose:
(Leone V l'Armeno)
Poi ordinò di sospendere l'esecuzione, quindi lo fece mettere ai ceppi e rinchiudere nelle prigioni peggiori del palazzo, dove doveva essere sempre sorvegliato. A causa di un tradimento Michele fu liberato il giorno seguente, con i suoi scagnozzi assassinò Leone mentre era in chiesa, la mattina del 25 dicembre. Il corpo di Leone fu fatto a pezzi, i poveri resti dopo varie peripezie furono caricati su un mulo e portati al porto, dove furono dati alla vedova Teodosia, che aspettava insieme ai quattro figli e alla madre di Leone, la nave che li avrebbe portati fino alle isole dei Principi, dove sarebbero rimasti in esilio. Ma i mali per la famiglia di Leone non erano finiti, perché Michele ordinò che i figli di Leone fossero castrati, in modo che non avrebbero mai potuto reclamare il trono dei basileis, il figlio più giovane Teodosio morì durante questa operazione. Dopo ciò furono esiliati nelle isole dei Principi; dopo l'826 Teodosia morì.

## Famiglia
Teodosia ebbe molti figli con Leone, noi però abbiamo documentazione su solo quattro di questi:
- Simbatio rinominato Costantino, co-imperatore dall'814 all'820;
- Basilio;
- Gregorio;
- Teodosio, morto nell'820.